# Асперо
Асперо (исп. Aspero) — хорошо изученный археологический памятник древней культуры Норте-Чико. Находится в устье реки Супе на северо-центральном побережье Перу. Место богато памятниками монументальной архитектуры, в том числе большими курганами. Хотя место спорадически изучалось с 1940-х гг, первая серьёзная публикация появилась в 1973 году.
Пища обитателей Асперо состояла в основном из морепродуктов. Согласно гипотезе о «морском» образе жизни древнейших андских культур, первоначально они жили в основном добычей морепродуктов, сельское хозяйство не играло важной роли. Данная гипотеза подверглась широкой критике.